# Giovanni Biassa
Giovanni Biassa (La Spezia, circa 1480 – Mulazzo, 1529) è stato un ammiraglio italiano.

## Biografia
Figlio di Baldassarre e di Francesca Malaspina di Mulazzo, nacque presumibilmente intorno al 1480; suoi fratelli erano Antonio, Susanna, Caterina, Pelota e Tomasina, oltre a Francesca, figlia della seconda moglie di Baldassarre.
Probabilmente nel 1503 entrò al servizio del papa Giulio II quando il padre Baldassarre è investito del comando della squadra navale pontificia.
Nella primavera del 1507 a Borghetto di Vara si unì a Giano e Ottaviano Fregoso e con loro s’imbarcò a Sestri Levante diretto a Genova per rovesciarne il governo filofrancese. Il tentativo fallisce e sul suo capo è messa una taglia di duecento ducati.

Ben presto Giovanni si rappacifica con il governo genovese per conto del quale, nel mese di luglio respinge il tentativo di sbarco nel golfo della Spezia compiuto dall'ammiraglio francese Prégeant de Bidoux.
Nel 1508, durante la Lega di Cambrai, prese parte a scontri navali contro i Veneziani.
Nel 1510, quando papa Giulio II denuncia la Lega e si allea con Venezia, al comando di una galea Giovanni raggiunge Messina riunendosi alla squadra veneziana del Contarini e poi, raggiunte a Ostia le navi pontificie al comando del padre, partecipa alle operazioni di sbarco sulla ligure Riviera di Levante a Chiavari, a Rapallo e a Sestri e quindi, con il grado di sopracomito, al blocco di Genova contro i francesi.
Nel 1511 sottoscrive con la Camera apostolica un contratto con il quale si impegna, al comando di due galee e due brigantini, alla guardia della costa tirrenica da Terracina al promontorio dell'Argentario, sia contro le incursioni dei corsari barbareschi, sia contro i contrabbandieri.
Per contratto deve corrispondere alla Camera apostolica una malleveria di millecinquecento ducati d'oro, e per questo è finanziato in parti uguali da tre banchieri: i due genovesi, Bartolomeo Doria e Sebastiano Sauli, ed il senese Agostino Chigi.
L’incarico tuttavia dura solo due mesi poiché, dopo la battaglia di Ravenna, è destinato dal pontefice ad altri incarichi bellici. 

Nel luglio del 1512 è infatti al comando di due navi pontificie nella flotta genovese comandata da Zaccaria Fregoso.

Da allora e per due anni rimane al servizio della Repubblica, sempre al comando di due galee.
Quando le sue forze non sono prevalenti agisce con prudenza: nel 1514, una flotta di navi barbaresche compie un'incursione nel golfo di Genova, il Biassa rinuncia ad uscire contro di loro in mare aperto preferendo il sicuro rifugio della Spezia.
Nel 1513 milita sotto Leone X e con le sue galee scorta il ritorno in Francia del signore di Rochefort che era stato inviato a Roma dal re Luigi XII.

Fermandosi poi a Genova durante il viaggio di ritorno è incaricato da Giovanni Vespucci, oratore pontificio presso la Repubblica, di recarsi a Civitavecchia per aggregarsi alla flotta pontificia comandata da Paolo Vettori per proteggere i lidi laziali.
Nel 1516 si unisce alla squadra ordinata dall’arcivescovo Federico Fregoso e batte il Tirreno alla caccia di Curtogoli. A Biserta libera i forzati cristiani; prosegue con Andrea Doria verso Tunisi e Gerba distruggendo naviglio barbaresco.
Nel 1529 combatte per gli imperiali agli ordini di Sinibaldo Fieschi contro francesi e sforzeschi. 
Alla metà di ottobre prende parte ad un attacco ai danni di Pontremoli. 

Muore poco dopo a Mulazzo per le ferite riportate nel combattimento.
Secondo il Senarega, Giovanni Biassa aveva titolo di marchese di Goano. 